# Municipio de Hidalgotitlán
El municipio de Hidalgotitlán es uno de los 212 municipios en que se encuentra dividido el estado mexicano de Veracruz de Ignacio de la Llave. Se encuentra localizado al sureste del mismo y su cabecera es Hidalgotitlán.

## Geografía
El municipio de Hidalgotitlán se encuentra ubicado al sureste del territorio veracruzano, en la denominada región Olmeca. Tiene una extensión territorial de 1068.661 kilómetros cuadrados que representan el 1.49 % de la extensión total del estado. Sus coordenadas geográficas extremas son 17° 19' - 17° 51' de latitud norte y 94° 26' - 94° 51' de longitud oeste, su altitud va de un máximo de 300 a un mínimo de 10 metros sobre el nivel del mar.
Limita al noreste y este con el municipio de Minatitlán, al sureste con el municipio de Uxpanapa, al suroeste con el municipio de Jesús Carranza y al noroeste con el municipio de Texistepec y el municipio de Jáltipan.

## Demografía
De acuerdo al Censo de Población y Vivienda, realizado en 2010 por el Instituto Nacional de Estadística y Geografía, el municipio posee una población de 18 277 habitantes, de los que 9 220 son hombres y 9 057 son mujeres.

### Localidades
El municipio tiene un total de 206 localidades. Las principales localidades y su población en 2010 son las siguientes:
| Localidad                     | Población |
| Total Municipio               | 18 277    |
| Hidalgotitlán                 | 3 980     |
| Vicente Guerrero              | 1 203     |
| Cahuapan (anexo Niños Héroes) | 624       |
| San Carlos                    | 588       |

## Política
El gobierno del municipio le corresponde a su ayuntamiento que es electo por un periodo de tres años que pueden ser renovables para el siguiente periodo inmediato, por un total máximo de seis años. Se encuentra integrado por el presidente municipal, un síndico y el cabildo integrado por dos regidores, uno electo por mayoría y otro por representación proporcional. Todos son electos mediante voto universal, directo y secreto.

### Representación legislativa
Para la elección de diputados locales al Congreso de Veracruz y de diputados federales a la Cámara de Diputados federal, el municipio de Hidalgotitlán se encuentra integrado en los siguientes distritos electorales:
Local:
- Distrito electoral local 28 de Veracruz con cabecera en Minatitlán.[4]

Federal:
- Distrito electoral federal 14 de Veracruz con cabecera en Minatitlán.[5]